# Sierra de San Emigdio
La sierra de San Emigdio es parte de las cordilleras transversales en el sur de California; Se extiende desde la carretera interestatal 5 en Lebec y Gorman en el este hasta la autopista 33-166 en el oeste. Une la sierra de Tehachapi y la cordillera de Temblor y forman la pared sur del Valle de San Joaquín. La sierra lleva el nombre de Emigdio, uno de los primeros mártires cristianos. 

## Geografía
La sierra está dentro del condado de Kern. El punto más alto es la montaña Frazier a 8017 pies (2443,6 m). Como con la mayoría de la cordillera transversales, las montañas generalmente se encuentran en dirección este-oeste.
Las ciudades o asentamientos cerca de la sierra de San Emigdio incluyen Frazier Park, Lake of the Woods y Pine Mountain Club. 

## Picos más altos
1. Montaña de San Emigdio 7492 pies (2284 m)[2]
2. Montaña de Tecuya 7,160+ pies (2,182+ m)[3]
3. Pico Escapula 7,080+ pies (2,158+ m)[4]
4. Montaña de Brush 7,048   pies (2,148 m)[5]
5. Pico de Antimony 6.848   pies (2,087 m)[6]
6. Pico de Eagle Rest 6,005   pies (1,830 m)[7]

## Sierras adyacentes
Las sierras adyacentes de las cordilleras transversales, con sus corredores ecológicos, incluyen: 
- Sierra de Tehachapi - en el noreste
- Sierra Pelona - en el este
- Sierra de Santa Susana - (al sur)
- Sierra Topatopa - en el suroeste
- Sierra de San Rafael - (al oeste)
- Sierra de Santa Ynez - (al suroeste)
- Valle de San Joaquín - en el norte
- Cordillera de Temblor - (al noroeste)